# Lolásana

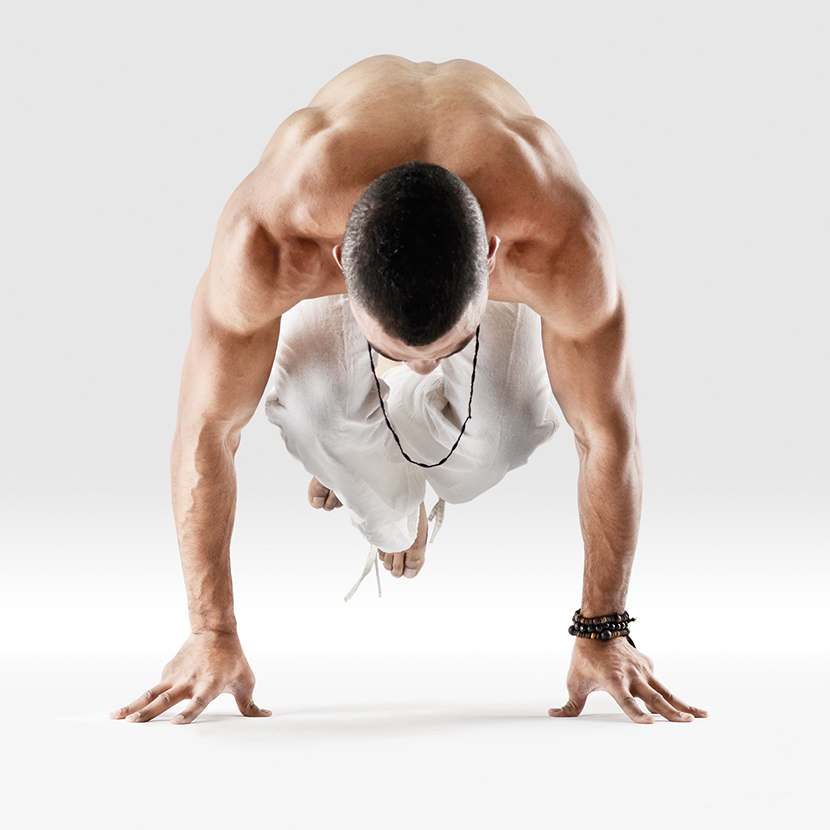
Lolásana

Lolásana ( लोलासन) neboli Přívěsek je jednou z ásan.

## Etymologie
Název pochází ze sanskrtského slova lola (लोल) třesoucí, visací a asana (आसन) posed/pozice.

## Popis
Jde o zvednutí nohou z pozice dítěte.